# Piliki (Niger)
Piliki (auch: Djiliki, Pilliki) ist ein Dorf in der Landgemeinde Torodi in Niger.

## Geographie

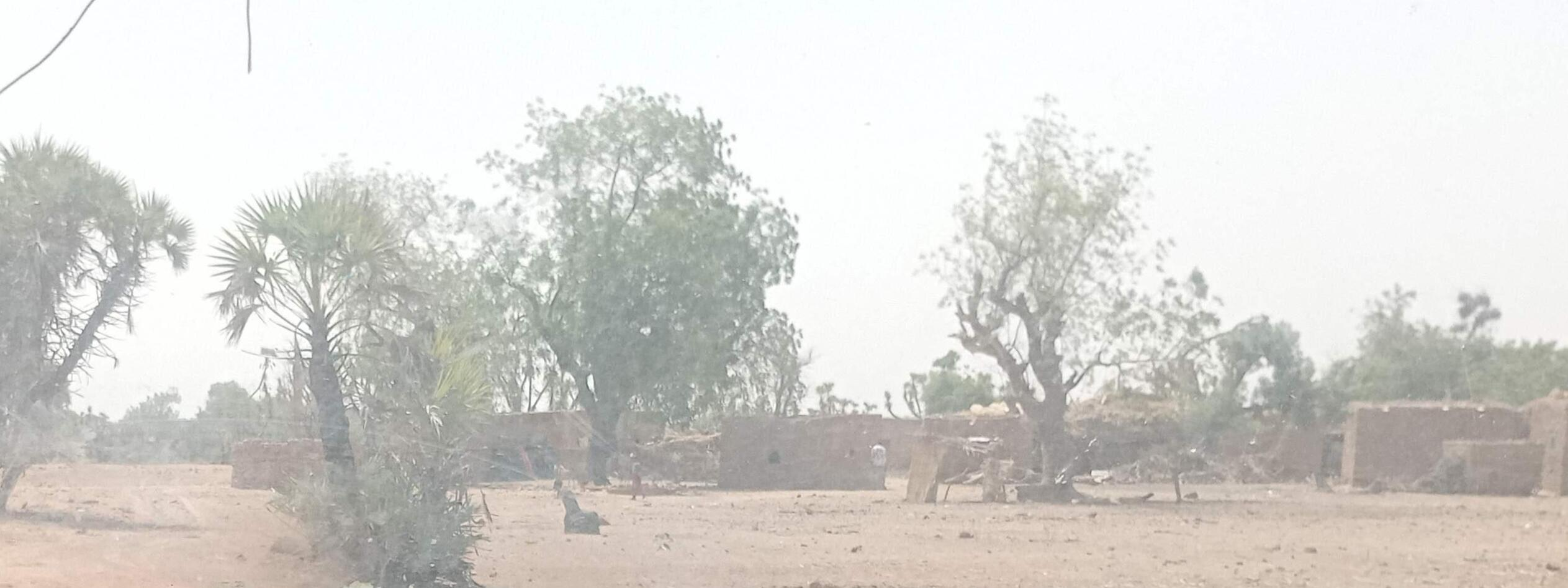
Häuser in Piliki (2024)

Das von einem traditionellen Ortsvorsteher (chef traditionnel) geleitete Dorf befindet sich rund 16 Kilometer östlich des urbanen Zentrums von Torodi, des Hauptorts der gleichnamigen Landgemeinde und des gleichnamigen Departements Torodi, das zur Region Tillabéri gehört. Zu den Siedlungen in der näheren Umgebung von Piliki zählen der Gemeindehauptort Ouro Guélédjo im Südosten, das Dorf Ouro Go im Süden und das Dorf Adaré Rimaïbé im Südwesten.
Piliki liegt am linken Ufer des Flusses Goroubi auf einer Höhe von 210 m. Das Dorf ist Teil der Übergangszone zwischen Sahel und Sudan. Die durchschnittliche jährliche Niederschlagsmenge beträgt hier zwischen 500 und 600 mm.
In Piliki wurden folgende Schlangenarten beobachtet:
- Atractaspis watsoni
- Braune Hausschlange (Boaedon fuliginosus)
- Westafrikanische Krötenviper (Causus maculatus)
- Weißlippen-Schlange (Crotaphopeltis hotamboeia)
- Dasypeltis gansi
- Dasypeltis sahelensis
- Weißbauch-Sandrasselotter (Echis leucogaster)
- Westafrikanische Sandrasselotter (Echis ocellatus)
- Sahara-Sandboa (Eryx muelleri)
- Afrikanische Speikobra (Naja nigricollis)
- Prosymna greigerti
- Psammophis elegans
- Psammophis praeornatus
- Gestreifte Sandrennnatter (Psammophis sibilans)
- Telescopus tripolitanus[4]

## Bevölkerung
Bei der Volkszählung 2012 hatte Piliki 1106 Einwohner, die in 10 Haushalten lebten. Bei der Volkszählung 2001 betrug die Einwohnerzahl 680 in 72 Haushalten und bei der Volkszählung 1988 belief sich die Einwohnerzahl auf 343 in 30 Haushalten.

## Wirtschaft und Infrastruktur
In Piliki wird Bewässerungsfeldwirtschaft betrieben. Im Jahr 2020 belief sich die dafür genutzte Fläche auf sieben Hektar. Es gibt eine Schule im Dorf. Bei Piliki verläuft die 61,7 Kilometer lange Landstraße RR6-002 zwischen dem Stadtzentrum von Say und dem Dorf Kobadjé.